# Indemnity and Oblivion Act
Der Indemnity and Oblivion Act von 1660 war ein Gesetz des englischen Parlaments (12 Cha. 2. c. 11) mit dem Langtitel An Act of Free and General Pardon, Indemnity, and Oblivion. Das Gesetz war eine Generalamnestie für alle Personen, die während des Englischen Bürgerkriegs und des Commonwealth of England Straftaten begangen hatten. Ausgeschlossen waren Mord, Piraterie, Sodomie, Vergewaltigung und Zauberei, sowie explizit genannte Personen, die am Königsmord an Karl I. beteiligt waren.

## Geschichte
Der Indemnity and Oblivion Act erfüllte den in der Erklärung von Breda gemachten Vorschlag, die Repressalien gegen die Oberschicht der Commonwealth-Zeit auf diejenigen zu beschränken, die am Königsmord an König Karl I. beteiligt gewesen waren. Die Verabschiedung des Indemnity and Oblivion Act durch das Konvents-Parlament wurde von Lord Clarendon, dem ersten Minister von König Karl II., durchgesetzt und trat am 29. August 1660 im ersten Jahr der Stuart-Restauration in Kraft.
Die Ländereien der Krone und der Kirche wurden automatisch wiederhergestellt, aber die Ländereien der Royalisten und anderer Dissidenten, die während des Bürgerkriegs und des Interregnums konfisziert und verkauft worden waren, wurden privaten Verhandlungen oder Gerichten überlassen. Dies bedeutete, dass die Regierung den Loyalisten bei der Wiedererlangung ihres Eigentums nicht helfen würde, was enttäuschte Royalisten kommentierten als „Entschädigung für [Charles’] Feinde und Vergessen für seine Freunde“. Nach dem Historiker J.P. Kenyon ist das Gesetz als Akt der Großzügigkeit und Milde in einer harten Zeit zu verstehen. Zwanzig Jahre später während der Papisten-Verschwörung versuchte Karl II. erfolglos, sich gegen die unerbittliche Forderung nach der Hinrichtung  katholischen Priestern zu wehren, und erinnerte die Öffentlichkeit daran, dass viele Menschen zuvor von seiner Abneigung gegen das Blutvergießen profitiert hatten.
Das Gesetz sah eine Liste von Personen vor, die aufgrund des Königsmordes nicht begnadigt wurden. Während der Verhandlungen im Parlament veränderte sich diese Liste mehrmals. Schließlich fanden sich dort die Namen von Thomas Harrison, William Say, John Jones Maesygarnedd, Thomas Scot, John Lisle, Cornelius Holland und John Barkstead. Am 7. Juni erklärte das Unterhaus unter Hinweis auf die Erklärung von Breda, dass sie als Untertanen weitere Personen auf die Liste setzen wollen, die nicht unter die allgemeine Begnadigung fallen sollen. Sie fügten John Cooke, Andrew Broughton, Edward Dendy und mögliche Henker hinzu. Am 8. Juni stimmte das Unterhaus dafür, „dass die Zahl der Zwanzig und keine weiteren (außer denen, die bereits ausgenommen sind oder als Richter des ermordeten Königs vorsaßen) von dem Gesetz der allgemeinen Begnadigung und Vergebung ausgenommen werden sollen, und zwar nur in Bezug auf solche Strafen und Bußgelder, die ihnen durch ein anderes Gesetz auferlegt werden sollen, das später zu diesem Zweck verabschiedet werden soll“.
Für das Gesetz fand am 9. Mai 1660 die erste und am 12. Mai die zweite Lesung statt. Am 11. Juli wurde von einer Kommission der spätere Titel beschlossen. Bis zum 28. August wurde das Gesetz in beiden Häusern verhandelt und erst an diesem Tag vom Unterhaus beschlossen. Am nächsten Tag wurde es unter Anwesenheit des Königs auch vom House of Lords beschlossen. Bereits am 16. August wurde ein Gesetz mit gleichem Inhalt für Irland beschlossen und an James Butler, 1. Duke of Ormonde geschickt.
Von der Begnadigung profitierte der Philosoph John Milton und wurde aus dem Gefängnis entlassen. Das Gesetz wurde vom Statute Law Revision Act 1948 aufgehoben.

## Übersicht der Abschnitte
Quelle:
- Preamble: The causes and ends of this pardon and indemnity.
- Preamble: The general pardon.
- II. Abettors of such Treasons and other Crimes pardoned,
- III. All Appeals, Personal Actions, and Suits, &c. by reason of any Trespass, &c. pardoned.
- VI. The like by reason of any Commission by the late or present King, or by Colour of any Ordinance of one or both Houses of Parliament, or the late Protector, &c.
- V. All appeals, personal actions and suits, pardoned.
- VI. Wardships and mean profits unreceived.
- VII. All things not excepted shall be pardoned by the general words of this act, as well as if particularly named.
- VIII. This pardon &c. to be expounded in all courts most beneficial for the subject.
- IX. The penalty of any officer, &c. that shall go about to disquiet or trouble any person pardoned by this act.
- X. Exceptions out of this pardon. All murders not comprised in the first clause of this pardon excepted. Piracy excepted. Buggery. Rape and the wilful taking away any maid excepted. Double marriages excepted Witchcraft excepted I. Jac. I. C. II. Accounts of certain treasures and receivers. 13 Car. 2. Stat. I. C. 3.
- XI. Proviso for the heirs, &c. of lands of accountants excepted.
- XII. Fees and salaries, &c. not to be accounted for.
- XIII. Military payments not to be accounted for.
- XIV. No person to be called to an account after 14 June 1662.
- XV. Discharges and quietus est given in the exchequer. Accounts of the revenues of churches in Wales. Bribery, subornation, forging, debentures, &c. witnesses.
- XVI. Imbezilling and purloining the King’s goods.
- XVII. Issues, fines, amerciaments received by sheriffs
- XVIII. Jesuits, seminaries and Romish priests excepted. 27 Eliz. c. 2.
- XIX. Writs of capias utiagatum may be directed against any person. The party outlawed may sue out a scire facias against the plaintiff.
- XX. Persons outlawed upon capias ad satisfaciendum, &c.
- XXI. Information and proceedings concerning highways &c. excepted. 25 Car. 2.c. 5.s. 19.
- XXII. Obligation and recognizance not forfeited.
- XXIII. All acts of hostility, injuries &c. between the King and his parliament to be put in perpetual oblivion.
- XXIV. The penalty upon any person that shall within three years use any words of reproach or disgrace, tending to revive the memory of the late differences.
- XXV. Persons plotting or designing the Irish rebellion excepted. 16 Car. I. C. 33.
- XXVI. Every person pardoned may plead the general issue.
- XXVII. Thefts and felonies since 4 March 1659. excepted.
- XXVIII. This act not to extend to goods to be restored upon the act for repeal of two act for sequestrations.
- XXIX. Goods, &c. sequestered and actually paid into any publick treasury.
- XXX. Persons who have received privately for his Majesty supply, to account.
- XXXI. Monies received upon decimation not pardoned
- XXXII. Persons that have had directions or instructions for his Majesty, and have betrayed their trust, or his councils excepted.
- XXXIII. Duties of excise, and from farmers thereof, excepted.
- XXXIV. Persons excepted by name.
- XXXV. Persons that appeared and rendered themselves.
- XXXVIII. The lands and goods of the persons rendering themselves not excepted.
- XXXIX. Persons excepted for there penalties not extending to life. 13 Car2.stat.I.c. 15.
- XL. Sir Arthur Hasilrig.
- XLI. Persons made incapable of any office.
- XLII. Sir Henry Vane, John Lambert excepted.
- XLIII. Penalty of certain persons, if they shall after the first of Sept. 1660. accept any office.
- XLIV. Persons that gave sentence upon any illegal high courts of justice.
- XLV. Persons intrusted by ordinance 1649. about tithes, shall be accountable.
- XLVI. Bonds taken in his Majesty’s name before May 1642 for securities of any his Majesty’s receivers, not pardoned. &c.
- XLVII. Payments upon proportions of 150000l customs.
- XLVIII. Arrears of excise upon beer and ale.
- XLIX. Monies due for free quarter.
- L. Purchasers bona fide of lands, other than the King’s &c to enjoy their purchases.
- LI. Fabrick lands, church goods and utensils

## Rezeption
Das Gesetz bildet die Grundlage für den Roman Königsmörder von Robert Harris aus dem Jahr 2022.